# Page Hamilton
Page Hamilton (né le 18 mai 1960) est le guitariste, chanteur et compositeur du groupe Helmet toujours en activité.